# اوسیتا ایهمه
اوسیتا ایهمه (انگلیسی: Osita Iheme؛ زادهٔ ۲۰ فوریهٔ ۱۹۸۲) بازیگر و کمدین اهل نیجریه است.
وی در سال ۲۰۰۷ برنده جایزه فرهنگستان فیلم آفریقا شده‌است و در حال حاضر به عنوان یکی از مطرح‌ترین هنرپیشه‌های نیجریه شناخته می‌شود.